# سفارة الإمارات العربية المتحدة في البرتغال
سفارة الإمارات العربية المتحدة في البرتغال هي أرفع تمثيل دبلوماسي لدولة الإمارات العربية المتحدة لدى البرتغال. تقع السفارة في لشبونة وهي تهدف لتعزيز المصالح الإماراتية في البرتغال.

## وصلات خارجية
- قائمة سفارات الإمارات العربية المتحدة
- قائمة السفارات في البرتغال